# Dubai Silicon Oasis
Dubai Silicon Oasis es un parque tecnológico en desarrollo en Dubái, que fue lanzado en octubre de 2002 por Jeque Mohammed bin Rashid Al Maktoum, UAE vicepresidente y el primer ministro, y gobernante de Dubái, con el objetivo de convertirse en un centro mundial de innovación electrónica, la investigación y el desarrollo. El establecimiento del proyecto fue decretada por el exgobernante de Dubái, el Jeque Maktoum Bin Rashid Al Maktoum en septiembre de 2004, y la conclusión está prevista para abril de 2007. El proyecto se desarrollará en más de 7 millones de metros cuadrados y ha entrado en una fase de la construcción que incluye la construcción de 560 villas residenciales 
DSOA es de 7,2 km ² comunidad amo-planeada, ubicado en Dubái Emirates Road y con fácil acceso a Aeropuerto Internacional de Dubái, Puerto de Jebel Ali y los distritos de negocios de Dubái. 
Consta de torres de oficinas, I + D y las zonas industriales, instituciones educativas, apartamentos y villas, hoteles, atención médica y una amplia gama de instalaciones de estilo de vida, DSO proporciona una dinámica comercial y social. 